# Organització dels Estats del Carib Oriental

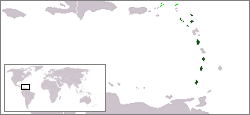
Membres de ple dret (verd fosc) i membres associats (verd clar)

L'Organització dels Estats del Carib Oriental (en anglès Organization of Eastern Caribbean States), coneguda amb les sigles OECS, és una institució regional que promou la cooperació tècnica i el desenvolupament sostenible de sis estats independents, antigues colònies britàniques i avui membres del Commonwealth, i tres territoris que encara ara depenen del Regne Unit, tots els quals situats a la banda oriental del Carib, a les Petites Antilles. Les seves àrees d'actuació prioritària són actualment el comerç, el transport, el turisme i les catàstrofes naturals. Tots els membres tenen una moneda comuna, el dòlar del Carib Oriental, excepte les illes Verges Britàniques, que utilitzen el dòlar dels Estats Units.
Es va crear el 18 de juny del 1981 mitjançant la signatura del Tractat de Basseterre a la capital de Saint Kitts i Nevis. L'organisme principal de l'OECS, el secretariat, té la seu a Castries, la capital de Saint Lucia; precisament l'actual directora general n'és Len Ishmael, una economista d'aquest estat insular caribeny. Les altres institucions principals de l'organització són el tribunal suprem de justícia i el banc central (Eastern Caribbean Central Bank), emissor de la unitat monetària comuna; a més a més, l'OECS també disposa de les direccions encarregades de les telecomunicacions i l'aviació civil. Té missions diplomàtiques a Brussel·les (amb la representació davant la Unió Europea), Ginebra (per l'OMC), Ottawa i San Juan de Puerto Rico.
L'1 de juliol del 2007 està previst que els integrants passin a formar part d'una unió econòmica, a part de la monetària que ja comparteixen.

## Membres
- De ple dret
  - Antigua i Barbuda
  - Dominica
  - Grenada
  - Montserrat (dependència britànica)
  - Saint Kitts i Nevis
  - Saint Lucia
  - Saint Vincent i les Grenadines
- Associats
  - Anguilla (dependència britànica)
  - Illes Verges Britàniques (dependència britànica)